# Beate Teresa Hanika
Beate Teresa Hanika (* 1976 in Regensburg) ist eine deutsche Fotografin und Schriftstellerin.

## Leben
Ab 1997 arbeitete sie mehrere Jahre als Model in verschiedenen europäischen Städten. 2001 beendete sie ihre Karriere als Model und begann zu fotografieren. Im Jahr 2010 wurde mit „Rotkäppchen muss weinen“ ihr erster Roman veröffentlicht. Neben ihrer Arbeit als Schriftstellerin ist sie seit 2018 als Tanztrainerin tätig. Sie ist verheiratet und hat zwei Kinder.
Hanika schreibt bereits seit ihrem zehnten Lebensjahr Geschichten und Gedichte. Ihr erster Roman, „Rotkäppchen muss weinen“, behandelt einfühlsam und psychologisch dicht das Thema „Sexueller Missbrauch von Kindern“. Hanika bekam für diesen Roman unter anderen den Oldenburger Kinder- und Jugendbuchpreis 2007, sowie den Bayerischen Kunstförderpreis 2009.
2010 erschien im S. Fischer Verlag ihr zweites Jugendbuch „Erzähl mir von der Liebe“, in dem sie einen ungeschönten Blick auf das Leben eines Models wirft. Im Rahmen einer Liebesgeschichte beschreibt sie im Roman Schattenseiten von Modebranche und Castingshows.
Mit ihrem 2018 bei btb erschienenen ersten Roman für Erwachsene, „Das Marillenmädchen“ wendet sie sich dem Leben von jüdischen Frauen zur Zeit des Dritten Reichs und heute zu. Ebenso wie im zweiten Roman, „Vom Ende eines Langen Sommers“, wechselt die Erzählung zwischen Vergangenheit in den 1940ern und Gegenwart. Thema des zweiten Romans ist der Verlust der Mutter sowie die Beziehung zwischen Mutter und Tochter.
Zusammen mit ihrer Schwester Susanne Hanika schreibt sie außerdem Fantasy-Romane, darunter  die Reihe „Dark Angels“, die sie auf Vorschlag des Arena Verlags unter den Pseudonymen Kristy Spencer und Tabita Lee Spencer veröffentlichten.

## Werke

### Romane
- Das Marillenmädchen. btb, 2018, ISBN 978-3-442-71693-7.
- Vom Ende eines Langen Sommers. btb, 2018, ISBN 978-3-442-75707-7.

### Kinder- und Jugendbücher
- Rotkäppchen muss weinen. S. Fischer, 2010, ISBN 978-3-596-80858-8.
- Erzähl mir von der Liebe. S. Fischer, 2010, ISBN 978-3-8414-2101-2.
- Nirgendwo in Berlin. S. Fischer, 2011, ISBN 978-3-596-85405-9.
- Jenseits des Schattentores. S. Fischer, 2015, ISBN 978-3-7336-0173-7 (E-Book; mit Susanne Hanika).

- Reihe: Dark Angels; jeweils mit Susanne Hanika (Pseudonym: Kristy Spencer und Tabita Lee Spencer).

- Dark Angels' Summer – Das Versprechen. Arena, 2012, ISBN 978-3-401-06784-1.
- Dark Angels' Fall – Die Versuchung. Arena, 2012, ISBN 978-3-401-06785-8.
- Dark Angels' Winter – Die Erfüllung. Arena, 2013, ISBN 978-3-401-06786-5.

## Preise und Auszeichnungen
- Nominierung Deutscher Jugendliteraturpreis 2010 für „Rotkäppchen muss weinen“
- Oldenburger Kinder- und Jugendbuchpreis 2007 für „Rotkäppchen muss weinen“ (damals als noch unveröffentlichtes Manuskript unter dem Titel „Malvina in der Seifenblase“)
- Empfehlungsliste Katholischer Kinder- und Jugendbuchpreis 2010 für „Rotkäppchen muss weinen“
- Bayerischer Kunstförderpreis 2009 in der Sparte Literatur für „Rotkäppchen muss weinen“
- LesePeter Februar 2010 für „Rotkäppchen muss weinen“
- Hans-im-Glück-Preis 2010 für „Rotkäppchen muss weinen“
- „Buch des Monats“ August 2010 von der Akademie für Kinder- und Jugendliteratur für „Erzähl mir von der Liebe“

## Festivalteilnahmen
- 2010: White Ravens Festival in München